# Cyrtodactylus stoliczkai
Cyrtodactylus stoliczkai är en ödleart som beskrevs av  Franz Steindachner 1867. Cyrtodactylus stoliczkai ingår i släktet Cyrtodactylus och familjen geckoödlor. IUCN kategoriserar arten globalt som livskraftig. Inga underarter finns listade i Catalogue of Life.